# 3e Œil (groupe)
Pour les articles homonymes, voir Troisième œil.
3e Œil est un groupe de hip-hop français, formé à Marseille dans les Bouches-du-Rhône. Il se compose actuellement de Boss One et Jo Popo (alias Mombi). Jusqu'à leur premier album de 1999, deux disc jockeys, DJ Ralph et DJ Bomb, en faisaient partie.

## Biographie
Les deux membres du 3e Œil sont issus de la communauté comorienne, installée depuis 40 ans à Marseille, dans la cité Félix Pyat à Saint Mauront : « Nous nous considérons comme des journalistes ou encore comme un groupe de terrain qui a pour seule mission de relater la réalité de ce qui se passe chez nous », expliquent-ils.
En 1997, le groupe enregistre le morceau Scrute le terrain sur la compilation Sad Hill de Kheops. Ils sont à cette période produit par IAM dont ils assurent les premières parties lors des concerts. Cette même année, ils publient un premier maxi intitulé América. 
En 1998, 3e Œil est approché par Akhenaton et le réalisateur Luc Besson pour interpréter le titre La Vie de rêve dans la bande originale du film Taxi. En 1999 sort leur premier album Hier, aujourd’hui, demain, vendu à près de 160 000 exemplaires et que certains jugent être « une indéniable réussite ». Dans la foulée de ce succès, ils publient un deuxième EP, intitulé Star Clash.
Le 18 juin 2021, le groupe est de retour avec Soldat, un nouvel EP de cinq titres, suivi un plus tard de l'album Renaissance.

## Discographie

### Apparitions
- 1995 : 3e Œil - L’empire du vice (1re apparition discographique sortie chez Independant/Gazdemall sur la compilation Indépendant 93 91 13)
- 1997 : 3e Œil - America et Plus filou (1er maxi sorti chez Kifkif Records)
- 1997 : 3e Œil - Scrute le terrain (sur la compilation Sad Hill)
- 1997 : Boss One, avec Fonky Family et Akhenaton - La Résistance sur Si Dieu veut...
- 1997 : 3e Œil, avec Fonky Family - Marseille envahit (sur Si Dieu veut...)
- 1998 : Boss One, avec Freeman et Faf Larage - Ils deviennent ce qu'ils voient (sur la compilation Chroniques de Mars)
- 1998 : 3e Œil, avec Fonky Family, Faf Larage, K.Rhyme Le Roi, Freeman et Akhenaton - Le Retour du Shit Squad (sur la compilation Chroniques de Mars)
- 1998 : 3e Œil, avec Sista Micky - Lève-toi du milieu (sur la compilation Chroniques de Mars)
- 1998 : IPM, avec 3e Œil - Les Pieds dans le ciment (sur l'album d'IPM, La Galerie des glaces)
- 1998 : 3e Œil : La Vie de rêve (sur la B.O. du film Taxi)
- 1998 : 3e Œil : avec Shurik'n et Sista Micky - Y'a pas le choix (sur l'album de Shurik'n, Où je vis)
- 1998 : 3e Œil, avec Rohff - L'École de la rue
- 1998 : 3e Œil, avec Fonky Family et Le Venin - J'ai rien vu (sur la B.O. du film Zonzon)
- 1998 : Boss One, avec Disiz - La Planète des singes (sur la compilation Sachons dire NON Vol.1)
- 1999 : 113 avec Boss One - Les regrets restent (sur l'album du 113, Princes de la ville)
- 2000 : Intouchable avec Boss One et Rohff - À l'ancienne (sur l'album d'Intouchable, Les points sur les i)
- 2000 : 3e Œil : J'aim' pas l'pognon (texte de Léo Ferré) (sur la mixtape L'hip-hopée Vol.1)
- 2000 : 3e Œil, avec Le Venin - Le troisième être sur la compilation Les Lascars contre le Sida)
- 2001 : Intik avec Boss One -Génération PA (sur l'album d'Intik, La Victoire)
- 2001 : 3e Œil avec Menzo - Rabi rabi (sur la compilation Sur un air positif)
- 2001 : 3e Œil : Test 1 Test 2 (sur la compilation Sur un air positif)
- 2003 : Jo Popo avec Calbo - Dingue (sur la compilation Dont Sleep 2)
- 2004 : 3e Œil - Rien à faire (sur la mixtape Projet Arès)
- 2004 : 3e Œil - Faya (sur la compilation OM all stars)
- 2004 : Kery James participation Boss One et Namor : Ensemble (sur la compilation Savoir et vivre ensemble)
- 2005 : Boss One : Brutal (sur la mixtape Stallag 13)
- 2005 : Boss One - On réclame la liberté (sur la compilation Haute tension)
- 2005 : 3e Œil - On nous parle (sur la compilation Tolérance zéro)
- 2005 : 3e Œil - Le monde est grand (sur la compilation Opinion sur rue Vol.2)
- 2006 : Moubaraka participation Boss One - Nos objectifs (sur le street album de Moubaraka, L'Envie de percer)
- 2006 : 100%CASA participation Jo Popo - Bien accrochés (sur la mixtape de 100%CASA, Crapstape)
- 2007 : 3e Œil - Quand tu m'écoutes (sur la mixtape Opinion sur rue Vol.3)
- 2007 : Boss One avec Keny Arkana, Mojo, Juiceland, RPZ et Aliman - Ferme pas la porte (sur la mixtape Ferme pas la porte Vol.2)
- 2007 : 3e Œil : Ça va trop vite (sur la compilation Mission Karcher)
- 2007 : Ferdji participation 3e Œil - Entre le mal et le bien (sur l'album de Ferdji, L'heure est proche)
- 2007 : Jo Popo - Braquage vocal (sur la compilation Marseille et sa production)
- 2007 : 3e Œil participation Toko Blaze et El Sarazino - Le Dernier des Mohicans (sur la compilation Les Chroniques de Mars Vol.2)
- 2007 : Boss One - Gun (sur la compilation Jugés coupables)
- 2009 : 3e Œil avec Psy 4 de la rime - Le réseau (premier extrait de leur street album Indomptable)
- 2011 : Jo Popo avec Ange le Rital et Saylla - Je crée un monde (extrait de l'album Album Photo de Ange le Rital)
- 2011 : 3e Œil - Marseille By Night
- 2011 : 3e Œilet Jimmy Sissoko - Déraciné
- 2014 : Boss One avec l'Hexaler, Mystik - Invictus
- 2021 : Lino, Vincenzo, Calbo, Sat L'Artificier, Tunisiano, Le 3ème Oeil - Amour et paix (extrait de la compilation Le classico organisé)
- 2022 : 3e Œil avec Naps, Sofiane, Timal et Lino - Hymne à la racaille 2.0
- 2023 : 3e Œil et Jul - Braquage à la marseillaise

## Clips
- Si triste (remix) réalisé par J.G. Biggs)
- La Vie de rêve (réalisé par Luc Besson)
- Quand tu m'écoutes
- La Boomba
- Le Réseau (avec Psy 4 de la rime)
- Déraciné (avec Jimmy Sissoko)
- Soldat